# 李宝楚
李宝楚（1875年—1924年），北洋政府陆军中将。湖北随州广水黄土关人。

## 生平
1914年9月授陆军少将。北洋政府第二届国会（安福国会、新国会）众议院议员。1915年10月，中华民国北京政府任命李宝楚为川边财政分厅厅长，接替张毅。1916年2月，北京政府又任命李宝楚兼任川边道道尹。